# Eliot Daniel
Eliot Daniel (bürgerlicher Name Eliot Howard Daniel, * 7. Januar 1908 in Boston, Massachusetts; † 6. Dezember 1997 in Los Angeles, Kalifornien) war ein US-amerikanischer Liedtexter und Filmkomponist, der in den Jahren 1950 und 1952 jeweils für einen Oscar nominiert war.
Bekannt ist er für seinen Titelsong für die fürs Fernsehen entstandene Sitcom I Love Lucy.

## Biografie
Bis zum Beginn des Zweiten Weltkriegs arbeitete Daniels in verschiedenen Orchestern, so auch bei Rudy Vallée und seiner Band. Während dieser Zeit traf er mit Jess Oppenheimer zusammen, dem späteren Produzenten von I Love Lucy. Daniels erstes bekanntes Lied war What Would People Say, das 1938 von Decca Records veröffentlicht wurde. Schnell wurde er zu einer festen Größe unter den Textern und Komponisten in Hollywood. Er arbeitete mit Künstlern wie dem Big-Band-Leader und Violinisten Guy Lombardo, der Sängerin und Schauspielerin Dinah Shore, dem Country-Sänger Gene Autry, Bing Crosby, Burl Ives, der Jazz-Sängerin und Pianistin Sarah Vaughan und mit Marilyn Monroe (Blondinen bevorzugt). Kurz nach Beendigung des Krieges fing er 1945 bei Disney an. Zusammen mit Johnny Lange schrieb er 1947 den inzwischen klassischen Western-Song Blue Shadows on the Trail, der unter anderem von Bing Crosby gesungen wurde.
1950 war Daniel zusammen mit Larry Morey für einen Oscar nominiert in der Kategorie „Bester Song“ mit dem Lied Lavender Blue aus dem teilanimierten Disney-Familiendrama Ein Champion zum Verlieben. Die Trophäe ging jedoch an Frank Loesser und sein Lied Baby, It’s Cold Outside aus der musikalischen Romanze Neptuns Tochter. 
Obwohl er bei Disney schöne Erfolge verbuchen konnte und schnell aufstieg, verließ er das Studio 1950 wieder und wandte sich 20th Century Fox zu.
1952 war Daniel erneut für einen Oscar nominiert, diesmal zusammen mit Lionel Newman für ihr gemeinsames Lied Never aus dem Musicaldrama Golden Girl. Die Auszeichnung ging allerdings an das Gespann Hoagy Carmichael und Johnny Mercer und ihr Lied In the Cool, Cool, Cool of the Evening aus der Filmkomödie Hochzeitsparade.
Besonders bekannt wurde Daniel jedoch mit seinem Titelsong zu der Sitcom I Love Lucy, den er eigentlich unter der Bedingung komponiert hatte, dass sein Name damit nicht in Verbindung gebracht werde sollte. Er wollte, dass man ihn mit seinen Arbeiten für Kinofilme in Verbindung bringt und nicht mit dem neuen Medium Fernsehen. Zudem war er vom Erfolg der Sitcom wenig überzeugt. Nachdem die Serie sich in den USA jedoch zum Dauerbrenner entwickelte, besann er sich aber und wollte nun doch am Erfolg teilhaben und finanziell profitieren und erhielt dann auch bis zu seinem Lebensende Lizenzgebühren bei erneuter Ausstrahlung der Sitcom.
In den Jahren 1957/1958 war Daniel Präsident der American Federation of Musicians, in diese Zeit fällt ein Streik, den die Organisation gegen sechs Filmstudios führte. Nachdem er sich aus dem Filmgeschäft zurückgezogen hatte, war er doch noch für einige Fernsehserien tätig, so beispielsweise in den Jahren 1960/1961 für sieben Folgen der Fernsehserie Angel. Nach einer letzten Komposition für den Kurzfilm Johnny Learns His Manners (1968) verabschiedete er sich in den Ruhestand. Wenige Wochen vor seinem 90. Geburtstag verstarb er an den Folgen einer Krebserkrankung.

## Filmografie (Auswahl)
– Kompositionen und Soundtrack –
- 1946: Make Mine Music – Musik: Make Mine Music + Text: Casey at the Bat
- 1946: Onkel Remus’ Wunderland (Song of the South) – Text: Uncle Remus Said
- 1947: Fröhlich, Frei, Spaß dabei (Fun and Fancy Free)
  - Text: I’m A Happy-Go-Lucky Fellow, Too Good to be True, Say It With a Slap
- 1948: Once Upon a Wintertime (Kurzfilm)
- 1948: Musik, Tanz und Rhythmus (Melody Time)
  - Text: Pecos Bill, Blue Shadows on the Trail
- 1948: Ein Champion zum Verlieben (So Dear to My Heart)
  - Musik: Lavender Blue (Dilly, Dilly), Text: Stick-to-It-Ivity
- 1950: Blues Busters – Text: Bluebirds Keep Singin’ in the Rain
- 1951: Golden Girl – Text: Never, Sunday Morning
- 1951–1957: I Love Lucy (Fernsehserie, 181 Folgen) – Titelmelodie
- 1952: Mit einem Lied im Herzen (With a Song in my Heart) – Text: Montparnasse
- 1952: Im Dutzend heiratsfähig (Belles on Their Toes) – im Musikteam
- 1953: Blondinen bevorzugt (Gentlemen Prefer Blondes) – Text: A Little Girl from Little Rock
- 1954/1955: Willy (Fernsehserie, 16 Folgen)
- 1954–1957: December Bride (Fernsehserie, 7 Folgen)
- 1955: Those Whiting Girls (Fernsehserie, 6 Folgen)
- 1957–1960: The Lucy-Desi Comedy Hour (Fernsehserie, 13 Folgen) – Komponist Themenmusik
- 1958: Shower of Stars (Fernsehserie, 1 Folge) – Text: Two Little Girls From Little Rock
- 1960/1961: Angel (Fernsehserie, 7 Folgen)
- 1962: Disney-Land (Fernsehserie, Folge The Golden Horseshoe Revue) – Text: Pecos Bill
- 1968: Johnny Learns His Manners (Kurzfilm)
- 1971: Ein Zauberer an meiner Seite (A Safe Place) – Musik: Lavender Blue
- 1996: Cable Guy – Die Nervensäge (The Cable Guy) – Text: I Love Lucy Theme
- 2003: Mona Lisas Lächeln (Mona Lisa Smile) – Text: I Love Lucy
- 2001: Rat Race – Der nackte Wahnsinn (Rat Race) – I Love Lucy
- 2015: Aloha – Die Chance auf Glück (Aloha) – Text I Love Lucy Theme

## Auszeichnungen
- 1950: Oscarnominierung für das Lied Lavender Blue
- 1952: Oscarnominierung für das Lied Never